# Amieira (Portel)
Amieira is een plaats (freguesia) in de Portugese gemeente Portel en telt 436 inwoners (2001).